# Flughafen La Palma

i8
i11
i13
Der Flughafen La Palma (spanisch Aeropuerto de La Palma; IATA-Code: SPC, ICAO-Code: GCLA) ist der internationale Flughafen der politisch zu Spanien und geografisch zu Afrika gehörenden Kanarischen Insel La Palma. Er gehört zu AENA und ist in die OACI-Kategorie 4-C eingestuft sowie von der spanischen Luftfahrtbehörde DGAC als Flughafen der dritten Kategorie klassifiziert. Der Flughafen liegt in den Gemeinden Villa de Mazo und Breña Baja und verfügt über eine einzige Start- und Landebahn in Nord-Süd-Richtung (18-36).
Der Flughafen bietet mehrere tägliche Verbindungen zu den Inseln Teneriffa und Gran Canaria sowie wöchentliche Flüge nach Madrid, Barcelona und verschiedenen europäischen Städten, hauptsächlich in Deutschland, den Niederlanden und dem Vereinigten Königreich. Im Jahr 2024 verzeichnete der Flughafen insgesamt 1.496.023 Passagiere bei 24.281 Flugbewegungen, während das Frachtaufkommen 319,672 Tonnen betrug.

## Geschichte

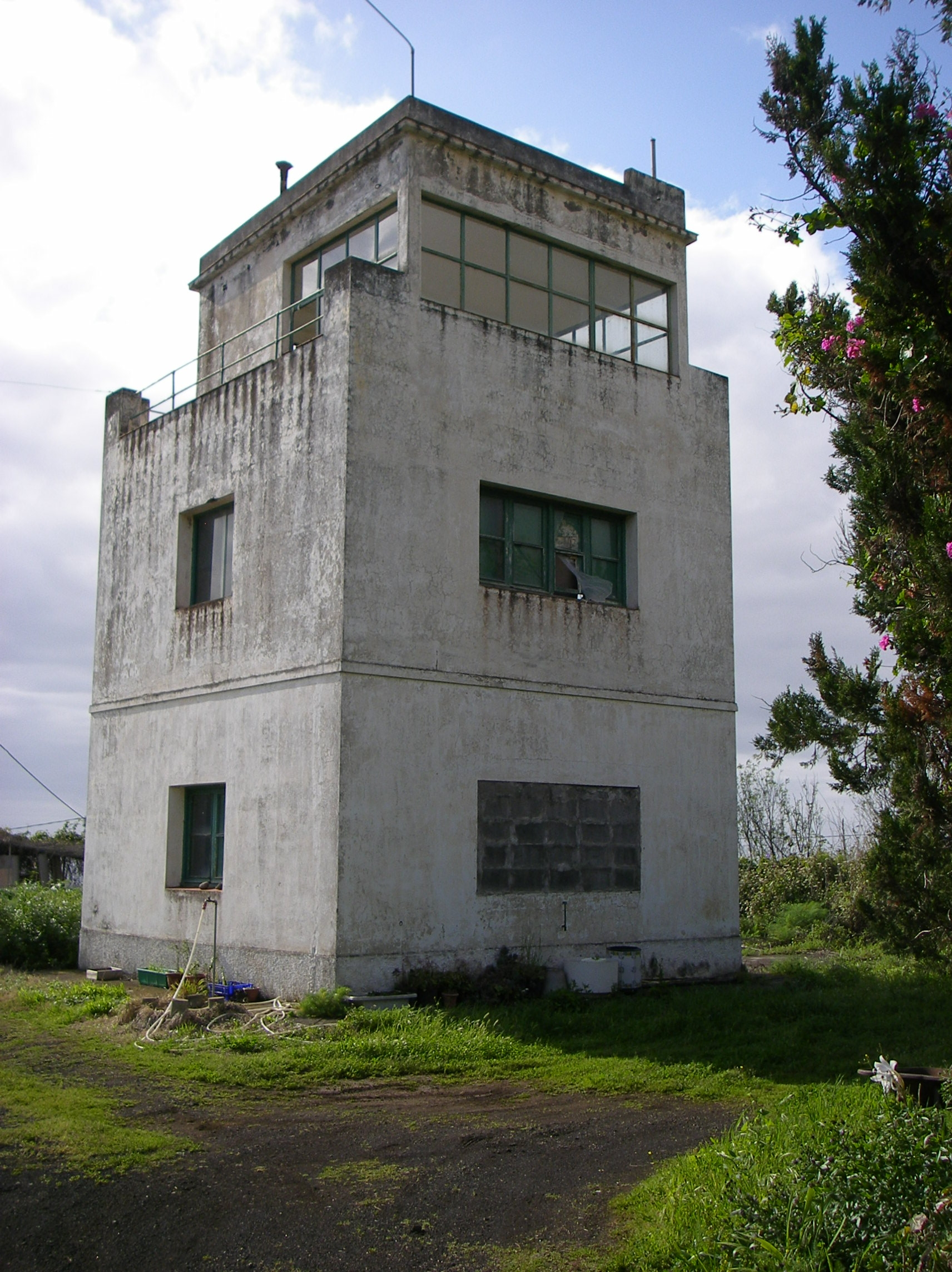
Alter Tower des früheren Flughafens

Am 19. Februar 1921 erhielt die damalige Gesellschaft Marítimo Canaria vom Verkehrsministerium die Genehmigung, an der Küste von Tazacorte einen Luftverkehrsdienst einzurichten. Anfang der 1950er Jahre plante man einen neuen Flugplatz. Die Auswahl des Ortes war allerdings schwierig, da die Insel La Palma sehr gebirgig ist und kaum ebene Fläche in der Nähe der Hauptstadt bietet. So entschied man sich, den Flugplatz namens Buenavista de Arriba etwa drei Kilometer westlich der Inselhauptstadt Santa Cruz auf 350 Meter Höhe anzulegen. Dieser Flugplatz wurde am 22. September 1955 für die zivile Luftfahrt und die ersten Touristenflüge eröffnet. 1958 erhielt die etwa 1000 Meter lange Start-und-Lande-Bahn 03/21 eine Asphaltdecke. Es verkehrten Flugzeuge des Typs Junkers Ju 52/3m und Douglas DC-3. Aufgrund der schwierigen Wind- und Wetterverhältnisse war dieser Flugplatz nicht dauerhaft tragbar. Vom alten Flughafen existieren noch die Piste sowie der Tower nebst Flughafengebäude, das mittlerweile zu einem Privathaus umgebaut wurde.
Daher wurde in der Nähe von Mazo, etwa acht Kilometer südlich von Santa Cruz, ein neuer Flughafen gebaut. Am 15. April 1970 wurde er eröffnet. Aufgrund des großen Verkehrsaufkommens wurde 1980 die Start- und Landebahn um rund 500 Meter nach Norden verlängert. Ab März 2005 wurde der Flughafen mit einem Investitionsvolumen von 103,9 Millionen Euro ausgebaut. Es wurden eine Vorfelderweiterung, der das alte Terminal weichen musste, sowie ein neuer Tower errichtet. Das Terminal wurde mit Fluggastbrücken und einer Kapazität von bis zu drei Millionen Passagieren im Jahr neugebaut und 2011 eröffnet. 
Auch dieser Flughafen ist an einem windanfälligen Standort positioniert – bei seltenen Westwindwetterlagen entstehen an einigen Tagen im Jahr Fallwinde von den Berghängen, bei denen der Flugverkehr teilweise oder sogar ganz eingestellt werden muss. Bei einem der längsten Vorkommnisse dieser Art in der Zeit vom 6. bis 10. April 2008 fielen etwa drei Viertel aller Flugbewegungen aus, teilweise war der Airport komplett geschlossen. Viele Charterflüge wurden zum Flughafen Teneriffa Süd umgeleitet. Über 1500 Fluggäste mussten Fährverbindungen nutzen oder auf Teneriffa bzw. den anderen Inseln ausharren.
Im Jahr 2021 war der Flughafen vom Ausbruch des Vulkans Tajogaite betroffen. Aufgrund von Vulkanasche auf dem Flughafengelände musste er den Betrieb zeitweise vollständig einstellen.

## Gegenwart
Das Terminal besteht aus insgesamt acht Ebenen mit einer Gesamtfläche von etwa 95.000 m². Im obersten Stockwerk befinden sich diverse Geschäfte und Restaurants sowie der Abflugbereich. In der mittleren Ebene befindet sich der Ankunftsbereich, dessen Gepäckausgabe über fünf Gepäckbänder verfügt. Ebenfalls auf dieser Ebene sind 24 Check-in-Schalter, diverse Geschäfte, Restaurants und Informationsschalter. Die unteren Ebenen bildet ein zweistöckiges Parkhaus. Die Sicherheitseinrichtungen wurden umfangreich modernisiert, so beispielsweise die Feuerwehr, die gegenüber dem Terminal auf der anderen Seite des Rollfeldes in ein neues Gebäude verlagert wurde.

## Fluggesellschaften und Ziele
La Palma wird mit der spanischen Hauptstadt Madrid sowie mit Gran Canaria, Teneriffa Nord und Teneriffa Süd verbunden. Der Flughafen wird außerdem mehrmals in der Woche von europäischen Fluggesellschaften, hauptsächlich aus Deutschland, dem Vereinigten Königreich und den Niederlanden, angeflogen.

## Verkehrszahlen
| Jahr  | Fluggastaufkommen | Luftfracht (Tonnen) | Flugbewegungen |
| ----- | ----------------- | ------------------- | -------------- |
| 2024* | 1.496.023         | 320                 | 24.381         |
| 2023  | 1.368.821         | 280                 | 23.200         |
| 2022  | 1.306.822         | 298                 | 21.237         |
| 2021  | 761.111           | 279                 | 13.965         |
| 2020  | 721.298           | 279                 | 13.692         |
| 2019  | 1.483.778         | 465                 | 22.612         |
| 2018  | 1.420.277         | 565                 | 22.033         |
| 2017  | 1.302.485         | 617                 | 17.757         |
| 2016  | 1.116.146         | 584                 | 17.296         |
| 2015  | 971.676           | 565                 | 15.800         |
| 2014  | 862.836           | 549                 | 14.990         |
| 2013  | 809.521           | 578                 | 12.891         |
| 2012  | 965.779           | 686                 | 16.933         |
| 2011  | 1.067.431         | 852                 | 19.455         |
| 2010  | 992.363           | 941                 | 19.256         |
| 2009  | 1.043.274         | 1.084               | 19.742         |
| 2008  | 1.151.357         | 1.277               | 20.109         |
| 2007  | 1.207.572         | 1.398               | 20.427         |
| 2006  | 1.175.328         | 1.383               | 21.364         |
| 2005  | 1.145.569         | 1.439               | 20.792         |
| 2004  | 1.015.667         | 1.502               | 19.067         |
| 2003  | 941.118           | 1.433               | 17.542         |
| 2002  | 902.490           | 1.473               | 13.925         |
| 2001  | 943.536           | 1.594               | 14.673         |
| 2000  | 896.364           | 1.757               | 14.955         |

* 2024: Vorläufige Daten

## Galerie

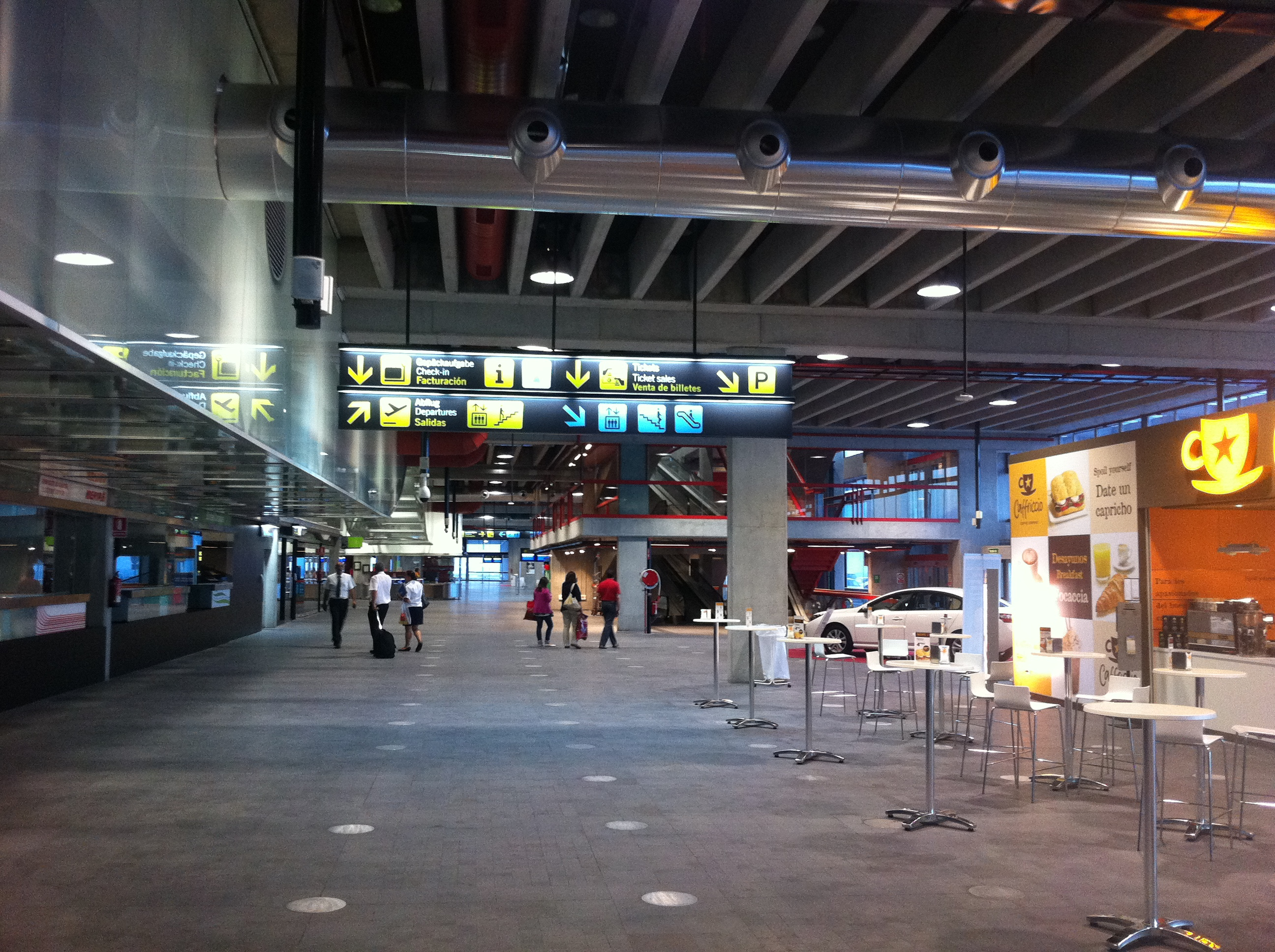
Innenansicht neues Terminal, Ebene 0
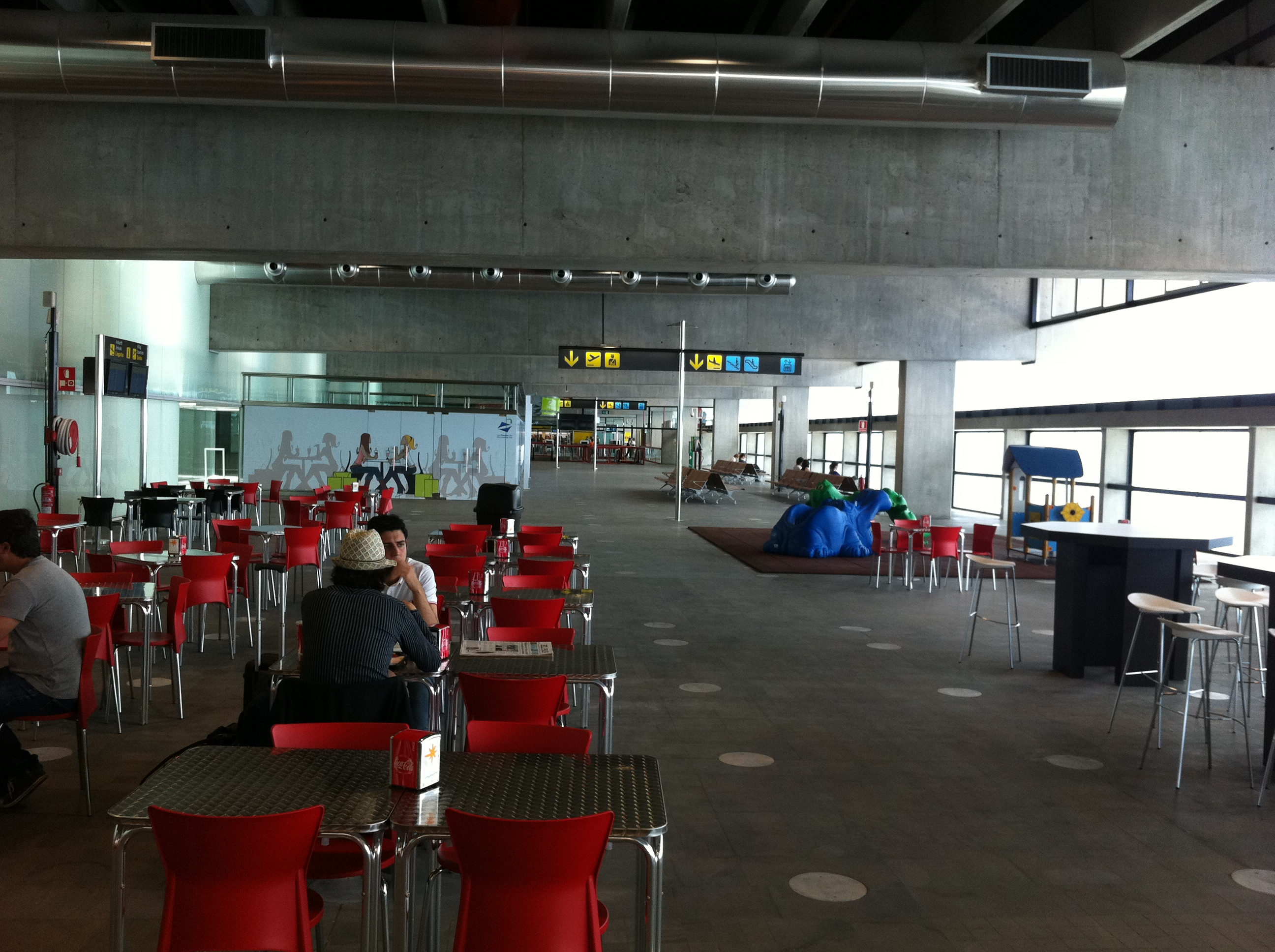
Innenansicht neues Terminal, Ebene 1 mit Restaurants und Sicherheitscheck
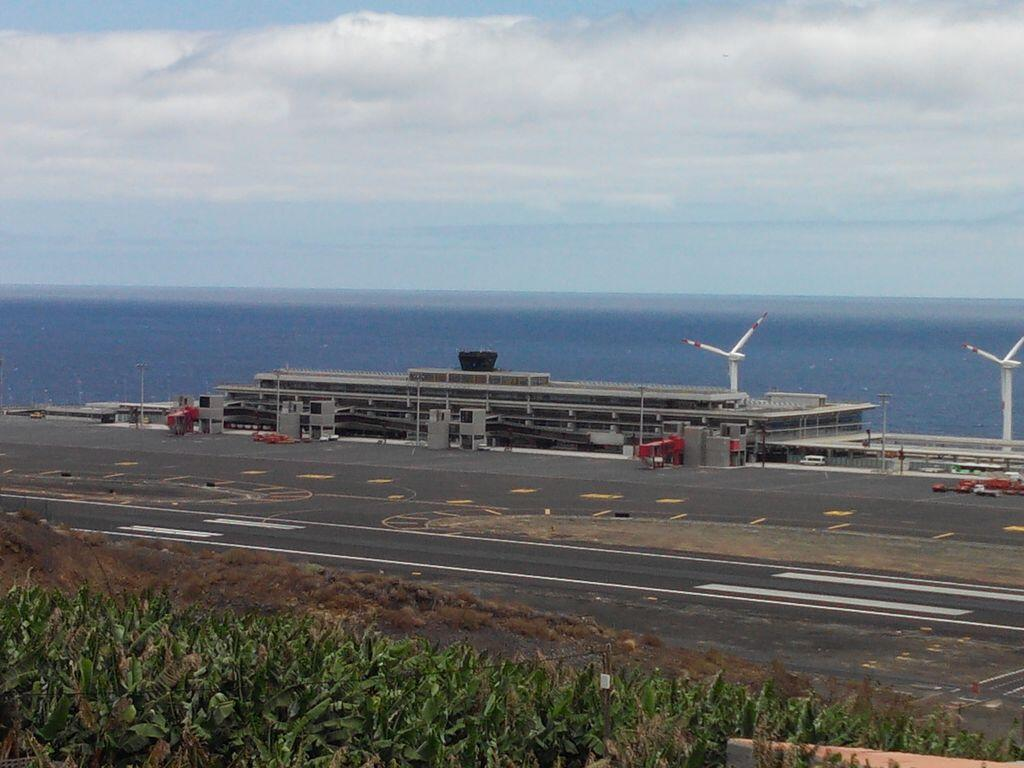
Start- und Landebahn, Vorfeld und Terminal von Westen